# مبولة

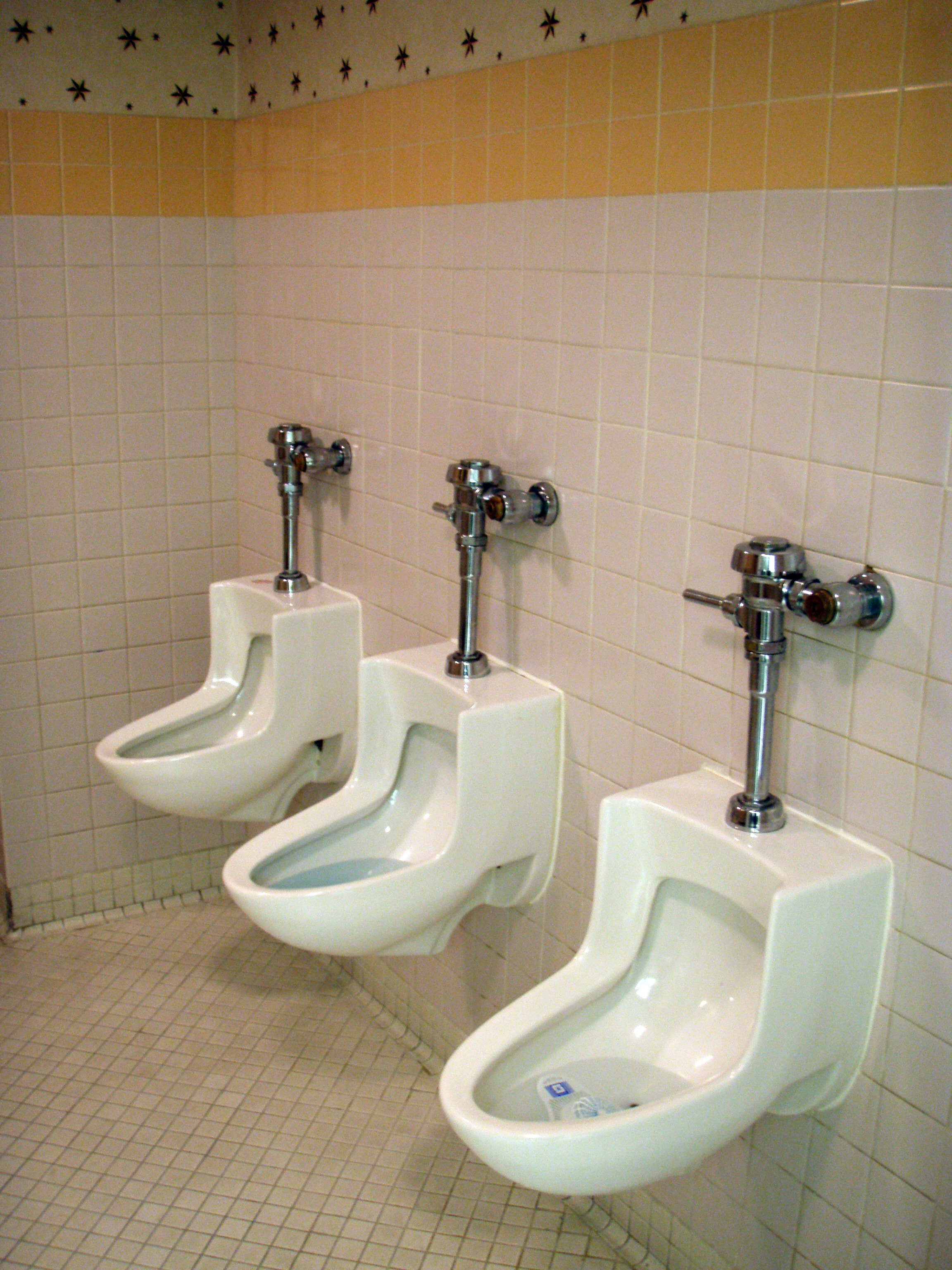
مباول حائطية

المبولة (Urinal) هي إحدى الأجهزة الصحية التي تُركَّب في الحمامات العامة للرجال لا سيما في المسارح والمطاعم، ووظيفتها استقبال الفضلات السائلة.

## أنواع المباول
- المباول القائمة: تثبت على الأرض وهي على شكل مستطيل قائم بطول 110 سنتمتر، مزودة بماسورة طرد وصمام طرد.
- المباول الحائطية: تثبت على الحائط وتكون أدني نقطة فيها مرتفعة عن الأرض بحوالي 60 سنتمتر. أما جسم المبولة فيكون بعرض 45 سنتمترا وبطول 50 سنتمترا.
- المباول القاعدية: وتكون على شكل مرحاض ولكنها مخصصة فقط للفضلات السائلة وتثبت على بلاط الأرضية ترتفع من إحدى جنباتها ب 70 سنتمترا ومن الجانب الأخر ترتفع 50 سنتمترا، وعرضها الإجمالي حوالي 60 سنتمترا.
- المباول البلاطة.